# Вешапелі Григорій Георгійович
Григорій Георгійович Вешапелі (груз. გრიგოლ გიორგის ძე ვეშაპელი; 1892—1926) — грузинський політик, член Установчих зборів Грузії.

## Біографія
Народився 1892 року у селі Саїрхе Шорапанського району (нинішній муніципалітет Сачхере). Закінчив Кутаїську класичну гімназію. Товариство з поширення грамотності серед грузинів направило його, призначивши стипендію, на історико-філологічний факультет Московського університету. Під час навчання Вешапелі брав активну участь у літературному житті Москви. 1915 року він писав статті у пресі про актуальні політичні проблеми того часу. За ці роки він написав кілька робіт грузинською та російською мовами, зокрема «Грузія та Лазистан» та «Приєднання Грузії до Росії». У 1916 році закінчив навчання у Московському університеті. Вільно володів російською, англійською, французькою та німецькою мовами.
Після Лютневої революції 1917 року повернувся на батьківщину. Виступив одним із засновників та лідерів Націонал-демократичної партії. Був членом головного комітету, заступником голови і редактором газети «Грузія». У 1917 році обраний членом Закавказького сейму, а також членом Національної ради, створеної з його ініціативи та активної участі.
26 травня 1918 року підписав Декларацію незалежності Грузії .
Після проголошення незалежності Грузії Вешапелі був обраний до Установчих зборів Грузії. Був головою Націонал-демократичної партії, друкованим органом якої була газета «Клде» (Скеля). Через розкол у Націонал-демократичній партії Григол Вешапелі відокремився від неї та створив Національну партію землевласників. Випускав газету «Міца» (Земля), де його заступником був Георгій Леонідзе.
Після анексії Грузії Росією в 1921 року пробув в Батумі кілька місяців, потім вирушив до Стамбула, відвідав європейські країни і, нарешті, прибув до Парижа. Займався антибільшовицькою пропагандою як самостійно, так і разом з урядом іммігрантів. Разом з Ревазом Габашвілі та Давидом Вачнадзе брав участь у роботі Стамбульської політичної комісії як член НДП, входив до грузинської делегації на Вашингтонській конференції 1922 року.
У грудні 1923 року Головний комітет НДП розглянув особисту справу Григола Вешапелі через часті порушення внутрішньопартійної дисципліни. З травня 1924 він виступав проти іммігрантського уряду Грузії. Поразка антирадянського повстання 1924 року вплинула на Вешапелі, він почав готуватися до повернення на батьківщину, встановив зв'язки з представниками Радянської Росії в Європі. 5 листопада 1924 року заснував газету «Ахалі Сакартвело» («Нова Грузія»), що видавалася в Берліні та Парижі в 1924-26 роках, в якій закликав іммігрантів повернутися до Грузії (У складі СРСР) і став активним радянським пропагандистом. 9 серпня 1925 року в кафе «Вальтер» у Парижі запобігли створенню грузинської радянської «колонії», після чого виник великий конфлікт усередині грузинської імміграції між прибічниками незалежності та прибічниками радянської Грузії. Кульмінацією стала кривава сутичка 28 лютого 1926 року.
10 червня 1926 року Вешапелі був убитий в Парижі Автандилом Мерабашвілі, який кілька разів вистрілив у нього.
14 червня 1926 року Вешапелі похований на цвинтарі Монпарнас. Некролог був опублікований в газеті «Нова Грузія» та в радянській пресі, а також у Грузії («Зоря Сходу» та «Комуніст»).
У 1928 році на прохання родичів тіло Григорія Вешапелі було доставлено до Грузії та поховано в Дідубійському пантеоні у Тбілісі. У 1937 році за рішенням влади його останки були вивезені з Дідубе на Вакійський цвинтар.